# Paprika Rádió
Paprika Rádio is een Hongaarstalig radiostation voor de Roemeense stad Cluj-Napoca en omgeving. De zender richt zich op de Hongaarse bevolking van de stad waaronder de 7500 Hongaarse studenten van de Babeș-Bolyaiuniversiteit.
De programmering bevat ieder uur een nieuwsbulletin en verder veel internationale en Hongaarstalige popmuziek.
De zender begon haar uitzendingen in 2006.